# Équipe de Norvège féminine de volley-ball
L'équipe de Norvège féminine de volley-ball est composée des meilleures joueuses norvégiennes sélectionnées par la Fédération norvégienne de volley-ball (en norvégien : Norges Volleyballforbund). Elle est actuellement classée au 50e rang de la Fédération internationale de volley-ball au 11 juillet 2022.

## Palmarès et parcours

### Palmarès
Néant